# حفره‌ای در زمین
حفره‌ای در زمین به (انگلیسی:The Hole in the Ground) یک فیلم فراطبیعی ترسناک محصول اروپا در سال ۲۰۱۹ می‌باشد.

## بازیگران
- سینا کرسلیک
- جیمز کازمو
- کاتی اوتینن
- سیمون کیربی
- جیمز کوئین
- ایئوین مک‌کین